# Романовська Олена Владиславівна
Олена Владиславівна Романовська (до шлюбу Бухалова; нар. 23 травня 1965; Львів) — українська співачка, бек-вокалістка, учасниця гуртів Брати Гадюкіни, 999.

## Біографія
Народилася Олена Романовська 23 травня 1965 року у Львові в сім'ї музикантів. Закінчила львівську середню загальноосвітню школу № 35. У 1980—1984 роках навчалася у львівському музично-педагогічному училищі імені Філарета Колесси, на факультеті музичного виховання.
Розпочала музичну кар'єру в 1989 році у львівському гурті 999 як вокалістка. Згодом стала учасницею гурту Брати Гадюкіни і залишалася нею аж до припинення діяльності групи. У 1990-х роках почала співпрацювати з Іриною Білик, як бек-вокалістка.
У 2007 році стає бек-вокалісткою гурту Вєрки Сердючки, в тому ж році виступала разом з Андрієм Данилком на Євробаченні. З 2009 року є учасницею «Театру Данилка».
За час своєї кар'єри співпрацювала із багатьма артистами, зокрема з Катериною Бужинською, Таїсією Повалій, Віталієм Козловським, Наталією Бучинською, Світланою та Віталієм Білоножко, Павлом Зібровим і Миколою Басковим.
2011 пройшла на сліпі прослуховування «Голос країни», але не потрапила у шоу.
У 2014 році знову приєдналася до гурту «Брати Гадюкіни», записавши новий альбом «Made in Ukraine».

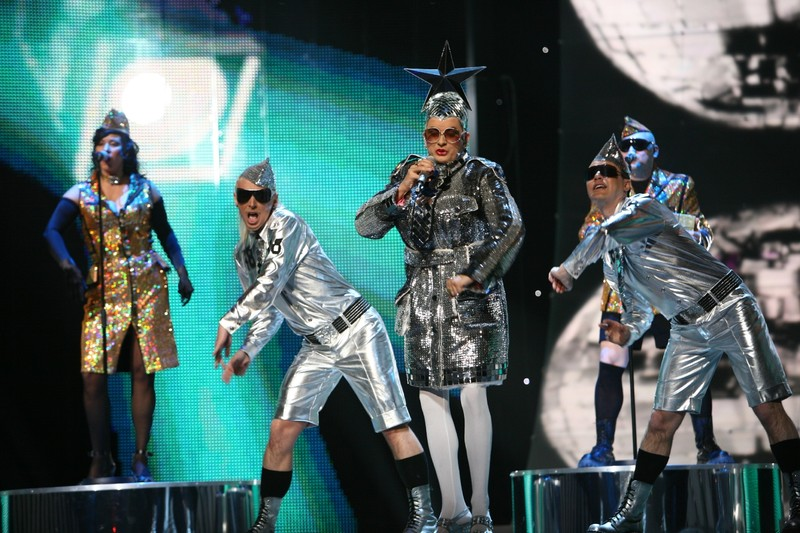
Олена Романовська (зліва) на виступі Вєрки Сердючки на Євробаченні 2007

У 2017 році — фіналістка співочого талант-шоу X-Фактор.
У 2019 році виступала на фестивалі мистецтв «Пісенний Спас».
З 2022 року бере участь у виступах театру-студії Андрія Пісного та інших концертах на підтримку Збройних сил України. 
Окрім співочої кар'єри, також з'являлась на телебаченні, беручи участь у реаліті-шоу «Звана вечеря» (2021) та серіалі «Новорічна шкереберть» (2024).

## Нагороди
Олена Романовська є лауреаткою багатьох престижних фестивалів та нагород, серед яких Червона рута, Слов'янський базар, Крізь терни до зірок, Мелодія.
23 травня 2020 року була нагороджена почесним званням «Заслужений артист естрадного мистецтва України»